# Дьяконов, Павел Маркович
Павел Маркович Дьяконов (16 марта 1973) — российский футболист, вратарь.

## Биография
Начинал играть в дворовой команде ЖЭКа (тренер — Р. А. Кудашев). Воспитанник ДЮСШ «Смена» (Ленинград).
В 16 лет был взят в дубль «Зенита», где пробыл три месяца. Был замечен тренерами «Кировца», выступавшего во второй низшей лиге. В своём дебютном сезоне-1991 сыграл 11 матчей.
Первой командой, в которой Дьяконов пробыл длительное время, был читинский «Локомотив». Клуб был занят поиском вратаря, и работавший в «Зените» Лев Бурчалкин рекомендовал главному тренеру Александру Ковалёву Дьяконова. Игрой за «Локомотив» Дьяконов заработал репутацию надёжного вратаря и был приглашён в «Зенит». Но, не найдя общего языка с тренером вратарей Сергеем Приходько, вернулся в Читу. Три раза признавался лучшим футболистом Забайкалья.
В 2000 году Дьяконов женился и в 2001 году перешёл в тульский «Арсенал», чтобы быть ближе к семье. Отыграл один год, а затем вернулся в Санкт-Петербург, перейдя в «Динамо». Сначала был дублёром македонского вратаря Саши Илича, а с приходом на должность главного тренера Валерия Гладилина стал основным вратарём.
После расформирования «Динамо» в 2004 году желание видеть Дьяконова в своих рядах изъявили «Уралан» и «Терек». В клубе из Грозного предлагали приехать на просмотр, а калмыцкая команда сразу предложила готовый контракт. Поэтому Дьяконов выбрал «Уралан». Но вскоре клуб из Элисты развалился. Дьяконов перешёл в «Томь». В её составе провёл гостевой матч премьер-лиги против московского «Локомотива» (0:2).
Затем выступал за «Факел». После Воронежа Александр Ковалёв, знавший Дьяконова по совместной работе в читинском «Локомотиве», пригласил его в иркутскую «Звезду». Но у Дьяконова не сложились отношения с главным тренером Фаилем Миргалимовым, и вторую половину сезона-2007 он провёл в команде второй лиги «Динамо» (Санкт-Петербург).
В 2008 году вернулся в Воронеж. Сергей Савченков позвал его в команду «Динамо-Воронеж». В 2009 году выступал за «Сахалин» (Южно-Сахалинск).
С января 2010 тренировал юношескую команду «Нева» 1997 г. р. Также является тренером вратарей команды «Нева-Зенит».

## Достижения
- В 2004 году в составе команды «Томь» (Томск) занял второе место в первенстве России среди команд первого дивизиона. По итогам сезона «Томь» получила право выступать в Премьер-Лиге.